# Шалстри
Шалстри (пол. Szałstry, нім. Schaustern) — село в Польщі, у гміні Йонково Ольштинського повіту Вармінсько-Мазурського воєводства.
Населення — 224 особи (2011).

## Демографія
Демографічна структура станом на 31 березня 2011 року:
|          | Загалом | Допрацездатний вік | Працездатний вік | Постпрацездатний вік |
| -------- | ------- | ------------------ | ---------------- | -------------------- |
| Чоловіки | 114     | 21                 | 89               | 4                    |
| Жінки    | 110     | 29                 | 62               | 19                   |
| Разом    | 224     | 50                 | 151              | 23                   |